# Myrna Goossen
Myrna Goossen (Hilversum, 29 oktober 1962) is een Nederlandse televisie- en radiopresentatrice.

## Biografie
Goossen groeide op in Hilversum. Na haar middelbare school volgde zij een opleiding directiesecretaresse en verscheen toen op de televisie.

## Carrière
Goossen kwam in 1975 voor de eerste keer op televisie in de 3-delige televisieserie De verlossing van de AVRO. Zij speelde een van de dochters van Pol van Domburg. Na het acteren in een ledenwervingsspot 1985 van de AVRO werd zij aangenomen als omroepster en presentatrice van Lot voor Artis en Hart van Goud. Zij was verder de assistente van Jos Brink in het programma Wedden dat..?. In 1998 verscheen ze in Playboy.
Van 1990 tot 1993 was Goossen niet op de televisie te zien. In oktober 1993 keerde ze terug op het scherm bij RTL 4, waar ze Gezondheid, Gezond & Wel, het klusprogramma Eigen Huis & Tuin en De 5 Uur Show presenteerde. In 1997 stapte Goossen over naar SBS6, waar ze Klussen met kijkers presenteerde. Twee jaar later was ze weer terug bij Eigen Huis & Tuin op RTL 4. Voor deze zender presenteerde ze onder andere Van Koninklijke Huize en het middagprogramma Aperitivo. Van augustus 2008 tot medio 2009 heeft ze nog een eigen discussieprogramma op 100%NL gepresenteerd. Wegens bezuinigingen werden alle presentatoren van 100%NL ontslagen. Medio 2009 was Goossen vervangster van Henk Mouwe en Léonie Sazias in hun radioprogramma Wekker-Wakker! bij Omroep MAX.
Goossen begon in 2009 met een eigen uitgeverij en webshop. Welterusten, kleine dromer is het tweede boek van Goossen en het eerste boek uitgegeven door Myrna Books. Van 20 december 2010 tot 13 april 2012 was Goossen iedere werkdag te zien op tv als presentatrice van het Omroep Max-ochtendprogramma KoffieMAX. Door haar programma enkele malen abusievelijk als Koffietijd aan te kondigen veroorzaakte ze wat opschudding vanwege de discussie over de vraag of dit een opzettelijke verspreking was geweest. De RTL 4-leiding reageerde laconiek. In juli 2012 was Goossen wederom te horen op de Radio. Zij verving Tineke de Nooij tijdelijk op Radio 5 Nostalgia. Het programma had de titel Myrna's MiddagShow.
Op 6 juli 2012 werd bekend dat KoffieMAX ging stoppen en dat Goossen een ander programma bij MAX ging presenteren. Vanaf 3 september 2012 presenteerde ze samen met Frank du Mosch het lunchprogramma StudioMAX Live, iedere maandag tot en met donderdag te zien van 12.15 uur tot 13.45 uur op Nederland 1. Eind 2012 besloot ze om zich te richten op haar radiocarrière bij Omroep Max: ze volgde Léonie Sazias op in het dagelijkse radioprogramma Wekker-Wakker!. Myrna's plaats bij StudioMAX Live werd overgenomen door Cilly Dartell.
Sinds april 2014 is Myrna het gezicht (ambassadeur) van Fletcher Hotels. In die hoedanigheid is ze sindsdien veelvuldig te zien in (gesponsorde) dagtelevisieprogramma's op RTL 4, RTL 7 en SBS6. 
In september 2014 is Goossen wederom teruggekeerd bij RTL voor de presentatie van de programma's RTL Weddingplanner, For Me en Life is Beautiful en als deskundige bij Business Class. Vanaf najaar 2015 tot begin 2017 presenteert ze het middagprogramma Myrna Plus. 
In 2016 en 2022 is ze ook weer geregeld te zien op SBS6 de programma's Iedereen Succesvol en Buitenleven.
In 2017 werd haar eigen kledinglijn opgezet en later werkte ze samen met Chesterfieldmeubel.

## Tv-programma's
AVRO:
- Actrice in de tv-serie De verlossing (1975) dochter van Pol van Domburg (Rudi Falkenhagen)
- Omroepster AVRO (1985-1990)
- AVRO's Danstest (1987)
- Lot voor Artis (1988) (samen met Fred Oster)
- Wedden dat..? (1988-1989) (samen met Jos Brink)
- Hart van Goud (1989) (samen met John Kraakman)

RTL 4:
- Gezondheid (1993-1994)
- Gezond & Wel (1994)
- Staatslot op Locatie (jaren '90)
- Eigen Huis & Tuin (1994-1995, 1999-2004)
- De 5 Uur Show (1995-1997)
- Van Koninklijke Huize (2000-2001)
- Jetsetters (2005)
- Aperitivo (2004-2008)
- De TV Kantine (2009) (gastrol)
- Beurslife (2007)
- RTL Boulevard (gastpresentatrice)
- Dancing with the Stars (deelneemster serie 2) (voorjaar 2006)
- RTL Weddingplanner (2014) (Item-presentatie)
- 4ME (2014) (Item-presentatie)
- Life is Beautiful (2014-2015, 2017-2018)
- Myrna Plus (2015-2017)

SBS6:
- Klussen met Kijkers (1997-1999)
- Iedereen Succesvol (2016)
- Buitenleven (2022)

Omroep MAX:
- KoffieMAX (2010-2012)
- Studio MAX Live (2012) (samen met Frank du Mosch)

RTL Z:
- Samen Sterk tijdens Corona (2020)